# 笠置寺
笠置寺（かさぎでら）は、京都府相楽郡笠置町笠置山にある真言宗智山派の寺院。山号は鹿鷺山（しかさぎさん）。本尊は弥勒菩薩。開基は大海人皇子または大友皇子と伝える。歴史的に南都（奈良）の東大寺や興福寺などと関係が深く、貞慶などの著名な僧が当寺に住したことで知られ日本仏教史上重要な寺院である。また、境内は鎌倉時代末期、元弘の乱の舞台となったことで知られる。

## 歴史

### 概要

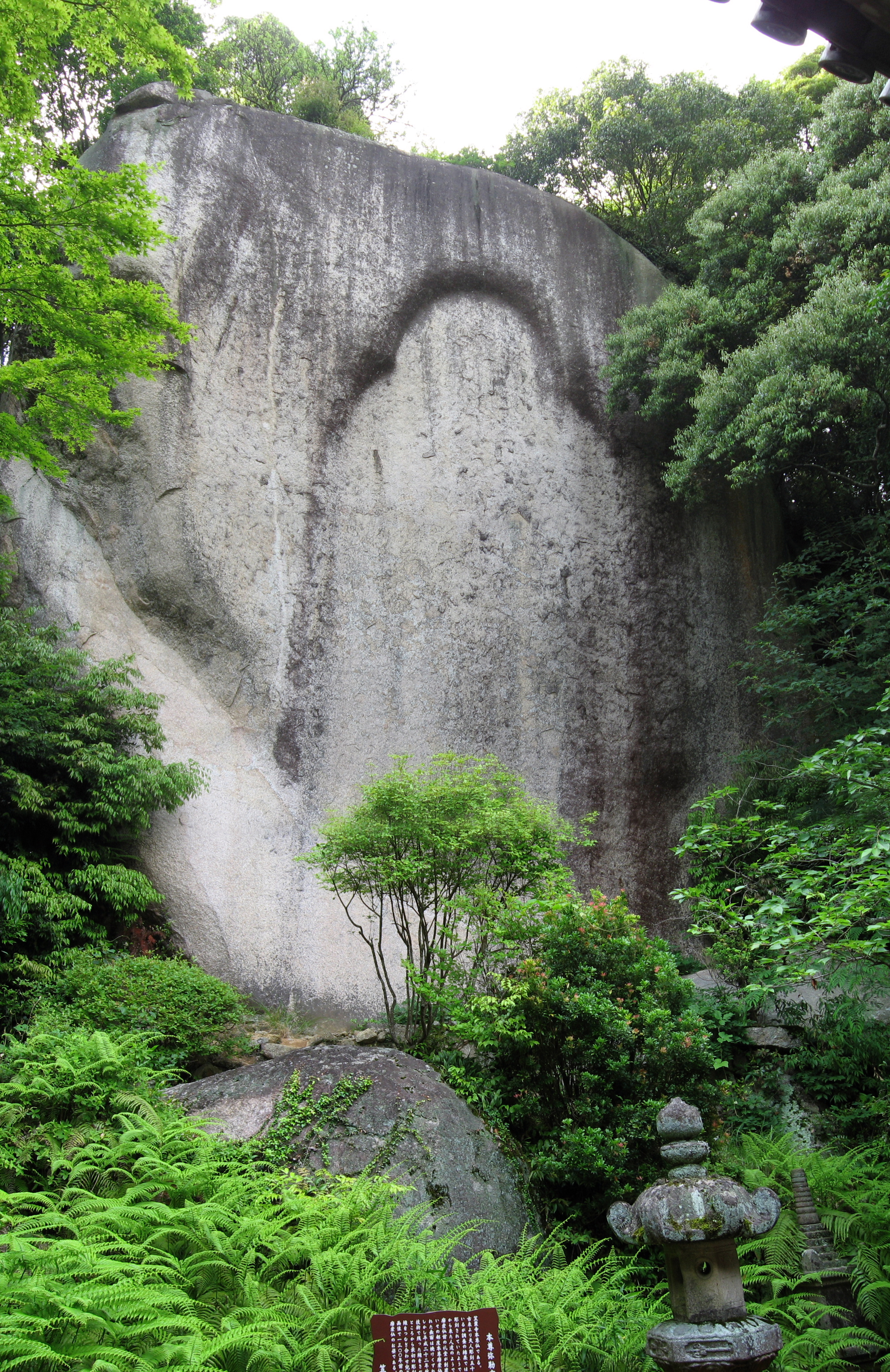
本尊の弥勒磨崖仏（現在は光背の形が残るのみ）

笠置寺は京都府の南東部、奈良県境に位置する笠置町にあり、東西に流れる木津川の南岸、標高289メートルの笠置山を境内とする。笠置は奈良方面からの月ヶ瀬街道と、京都方面から伊賀へ向かう伊賀街道の交わる地であり、地理的にも歴史的にも南都（奈良）との関わりが深い。また、平城京の宮殿や寺院などの建築用材は木津川の上流から舟で運ばれたとされており、笠置は水陸交通の要地であった。
笠置寺は磨崖仏（自然の岩壁に直接彫り刻んだ仏像）の巨大な弥勒菩薩を本尊とする寺で、平安時代以降、弥勒信仰の聖地として栄えた。笠置山は標高は300メートルに満たないが、山中の至るところに花崗岩の巨岩が露出し古くから山岳信仰、巨石信仰の霊地であったと推定されている。日本では太古から山岳、滝、巨岩、巨樹などの自然物が崇拝の対象とされ、巨岩は磐座（いわくら）などと呼ばれて神の依代（よりしろ）、すなわち目に見えないカミの宿る場所とされていた。笠置山はこうした巨石信仰、山岳信仰が仏教思想と結び付き、山中の巨岩に仏像が刻まれ次第に仏教寺院としての形を整えていったものと推定されている。

### 創建伝承
当寺の創建については諸説あって定かでない。『笠置寺縁起』には白鳳11年（682年）、大海人皇子（天武天皇）の創建とある。一方、『今昔物語集』巻11には笠置の地名の起源と笠置寺の弥勒磨崖仏の由来について次のように伝えている。天智天皇の子である大友皇子（弘文天皇）は、ある日馬に乗って鹿狩りをしていた時、笠置山中の断崖絶壁で立ち往生してしまった。鹿は断崖を越えて逃げ去り、自らの乗る馬は断崖の淵で動きがとれない。そこで山の神に祈り、「もし自分を助けてくれれば、この岩に弥勒仏の像を刻みましょう」と誓願したところ無事に助かった。大友皇子は次に来る時の目印として自分の笠をその場に置いていった。これが笠置の地名の起こりであるという。その後、天智天皇3年（664年）に皇子が再び笠置山を訪れ誓願どおり崖に弥勒の像を刻もうとしたところ、あまりの絶壁で思うにまかせない。しかし、そこへ天人が現れ弥勒像を刻んだという。これが当寺の弥勒磨崖仏の由来であるという。以上の話はむろん伝承にすぎないが、笠置寺の始まりが弥勒磨崖仏造立であったことを示唆している。『東大寺要録』元慶元年（879年）条に「笠置寺八講始行」とあるのが笠置寺の文献上の初見であるが、実際の創建は奈良時代にさかのぼるものと思われ、正月堂は天平勝宝4年（752年）頃に東大寺の実忠によって建立されたという。また、笠置山の行場は役行者によって開かれたものだという。

### 「お水取り」の起源
また当寺には東大寺の開山で初代別当（寺務を統括する僧）であった良弁や、その弟子で「お水取り」の創始者とされる実忠に関わる伝承も残っている。伝承によれば、良弁は笠置山の千手窟に籠って修法を行い、その功徳によって木津川の舟運のさまたげとなっていた河床の岩を掘削することができたという。一方、良弁の弟子・実忠に関わる伝承は次のようなものである。笠置山には龍穴という奥深い洞窟があり、その奥は弥勒菩薩の住む兜率天へつながっているといわれていた。実忠はある日龍穴で修行中、思い立って龍穴の奥へと歩いていくとやがて兜率天に至った。兜率天の内院四十九院をめぐった実忠が、そこで行われていた行法を人間界に伝えたのが東大寺のお水取りであるという。

### 貞慶の来山 - 元弘の乱

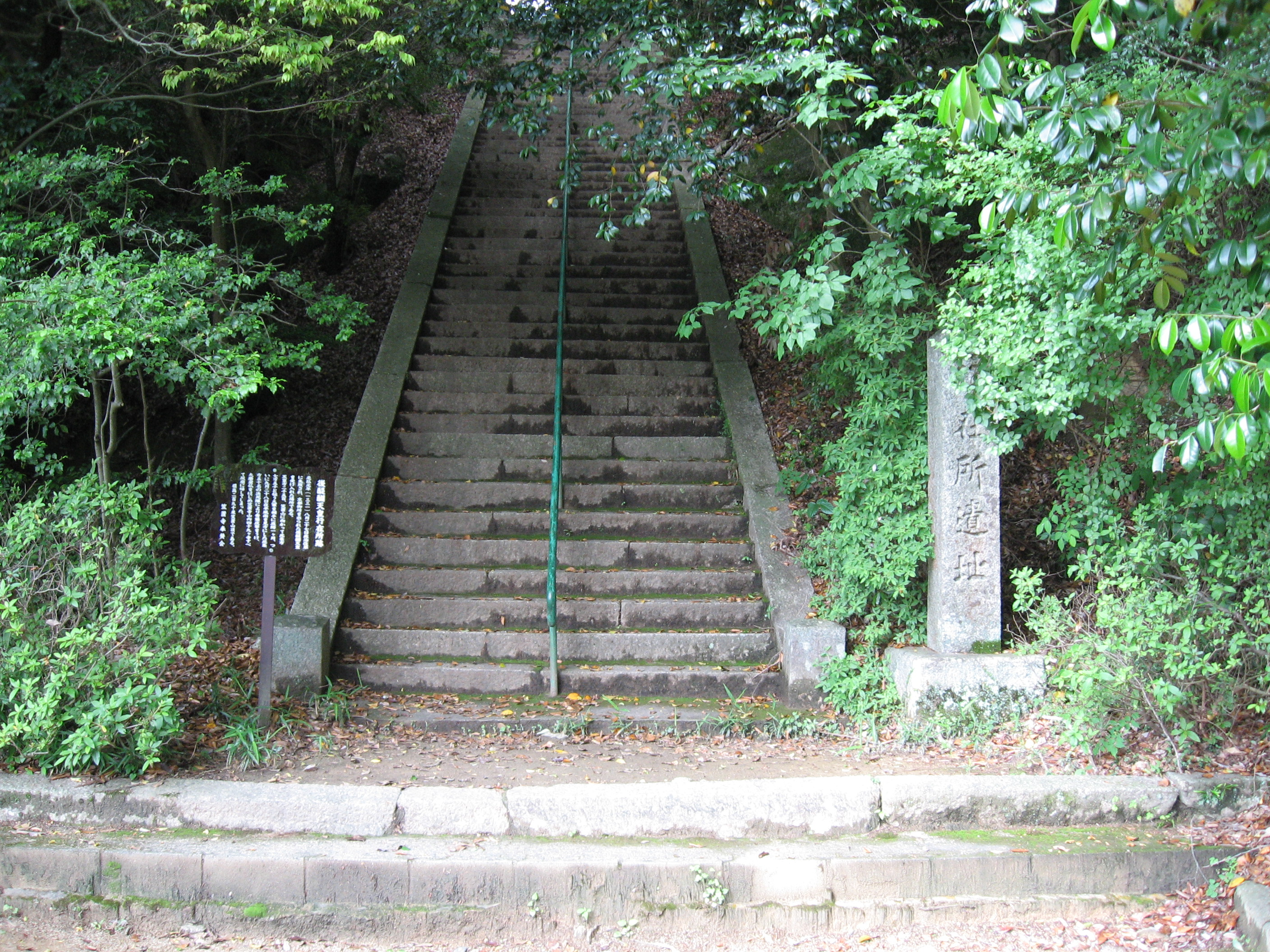
後醍醐天皇の行在所遺址

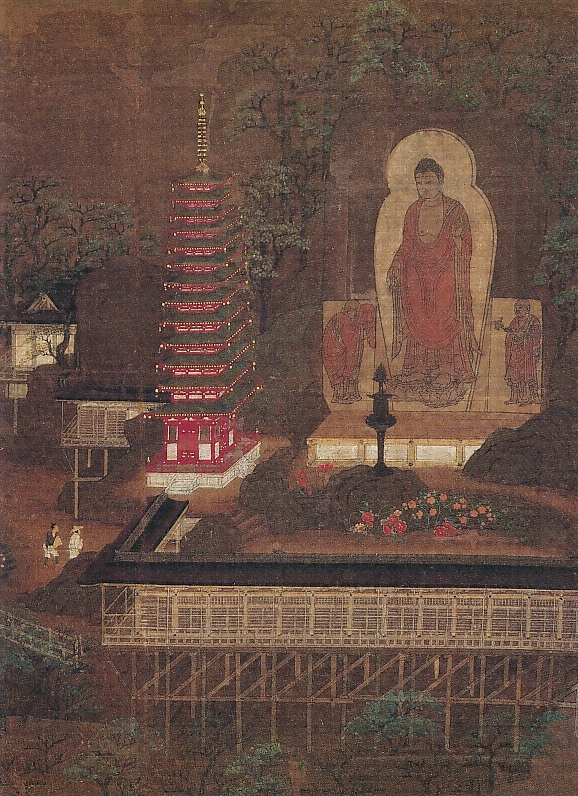
笠置曼荼羅図（大和文華館蔵、鎌倉時代）に描かれた笠置寺

平安時代後期には末法思想（釈迦の没後2,000年目を境に仏法が滅び、世が乱れるとする思想）の広がりとともに未来仏である弥勒への信仰も高まり、皇族、貴族をはじめとして当寺の弥勒仏へ参詣する笠置詣を行う者は多かった。永延元年（987年）、円融院の行幸（『百錬抄』）、寛弘4年（1007年）、藤原道長の参詣（『御堂関白記』）などが記録に残っている。
鎌倉時代初期の建久4年（1193年）には、日本仏教における戒律の復興者として知られる興福寺出身の僧・貞慶が当寺に住している。貞慶は藤原通憲（信西）の孫にあたり、鎌倉時代に台頭した新仏教（浄土宗など）に対する旧仏教側の代表的な僧である。学僧として名が高かったが、南都の仏教の退廃を嘆き笠置に隠棲した。以後、承元2年（1208年）に観音寺（現・海住山寺）に移るまでの15年間を当寺で過ごしている。この時期に寺は最盛期を迎え、伽藍が整備された。塔頭は兜率天の内院四十九院になぞらえて49院あったという。建久5年（1194年）には般若台が建立される。これは『大般若経』を安置する六角形の堂であった。建久7年（1196年）には重源によって梵鐘（現存）や『宋版大般若経』が施入され、建久9年（1198年）には木造の十三重塔が建立された。元久元年（1204年）には源頼朝が礼堂（弥勒磨崖仏を礼拝するための建物）の再興費として砂金を寄進している。寛喜2年（1230年）には東大寺の学僧・宗性が入寺した。
元弘元年（1331年）8月、鎌倉幕府打倒を企てていた後醍醐天皇は御所を脱出して当寺に立て籠もって挙兵し、元弘の乱を勃発させた。当寺は攻め寄せる幕府軍の攻撃を受け笠置山の戦いが行われたが、翌9月に遂に落城。後醍醐天皇は逃亡するが捕えられ、隠岐国へ流罪になった。この戦乱での兵火で笠置寺は49の塔頭を含む全山が炎上し、弥勒磨崖仏も火を浴びて石の表面が剥離する被害を被った。当寺には弥勒磨崖仏の他に薬師石、文殊石、虚空蔵石、両界曼荼羅石などがあり、かつてはそれぞれに線刻の仏像や曼荼羅図が刻まれていたが、兵火でほとんどが失われ、わずかに虚空蔵菩薩像の刻まれた石のみが当初の姿をとどめている。弥勒磨崖仏は高さ約15メートル、幅約15メートルの岩に刻まれたが、現状では光背の窪みが確認できる程度で像の姿は全く失われており、往時の像容は『覚禅鈔』（『図像集』）所収の図像や、大和文華館所蔵の『笠置曼荼羅図』（重要文化財）からしのぶほかない。『笠置曼荼羅図』には、弥勒磨崖仏と木造十三重塔が描かれており、最盛期の境内の様子がこの絵から想像される。なお、奈良県宇陀市の大野寺および京都府木津川市加茂町の当尾地区に現存する弥勒磨崖仏は笠置寺の磨崖仏を模したものとされている。
寺は暦応2年（1339年）に再興されるが、文和4年（1355年）に再び焼失。永徳元年（1381年）には本堂が再興されるが（文明14年・1482年の勧進帳）、応永5年（1398年）に焼失するなど、再興と焼失を繰り返すが、以後、最盛期の規模が復活することはなかった。
元和5年（1619年）に笠置は伊勢国津藩の所領となり、藩主藤堂高次によって慶安年間（1648年 - 1652年）に本堂が再建されている。しかし、江戸時代中期には衰退して明治時代初期には無住となってしまった。現在の寺は1876年（明治9年）に再興されたものである。

## 境内

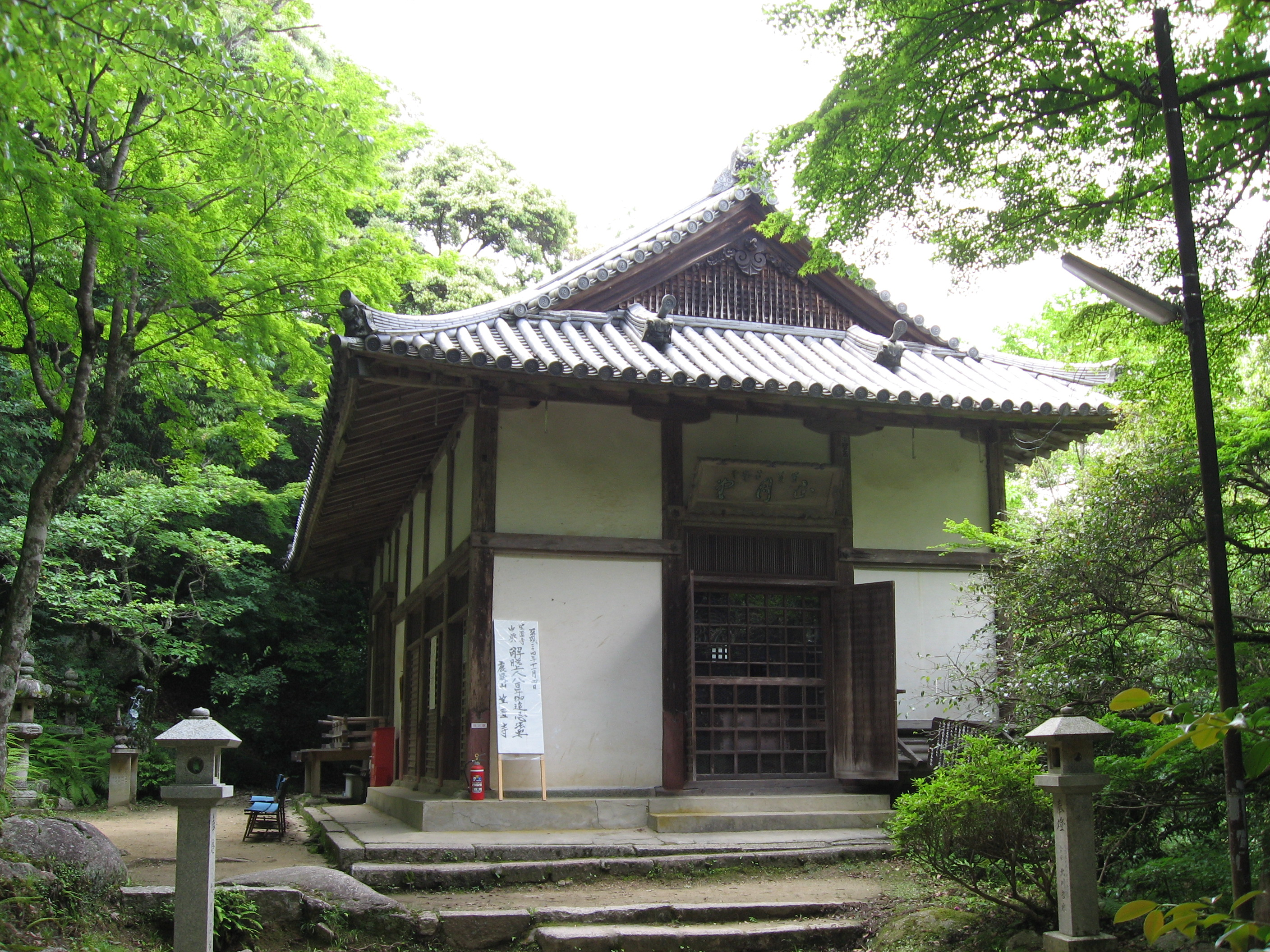
正月堂（本尊弥勒磨崖仏の礼堂）

山門をくぐると本坊、毘沙門堂、収蔵庫、鐘楼（コンクリート造）などが建ち、その奥に一周約800メートルの修行場がある。修行場には「胎内くぐり」「蟻の戸渡り」「ゆるぎ石」などと名付けられた岩が点在しており、途中に弥勒磨崖仏（現在は光背を残すのみ）、正月堂などがある。
また、歴史的なものではないが、笠やん追悼碑もある。これは、1990年代に笠置寺に住み着き、案内をする名物猫として有名になった野良猫「笠やん」の追悼碑である。
- 正月堂 - 本堂であるが、本尊・弥勒磨崖仏の礼堂となっている。慶安年間（1648年 - 1652年）に津藩主・藤堂高次により再建。1957年（昭和32年）に改修。東大寺二月堂で行われるお水取りの発祥の地である。
- 弥勒磨崖仏 - 当寺の本尊・弥勒菩薩の摩崖仏。寺伝では天智天皇3年（664年）に天人によって作られたとしている。高さ15メートルの巨石に弥勒菩薩が刻まれていたが、元弘の乱での笠置山の戦いで焼亡して石の表面が剥落してしまっている。
- 十三重石塔（重要文化財） - かつて存在した木造十三重塔の跡に建てられている。鎌倉時代末から室町時代の建立。
- 笠置石 - 天智天皇の皇子である大友皇子（弘文天皇）が笠を置いた石であるという。
- 千手窟 - 龍穴。実忠和尚はこの穴から弥勒菩薩がいる兜率天に至って観音悔過法を学ばれたという。
- 伝虚空蔵摩崖仏 - 笠置山の戦いの戦火をまぬがれて現存する磨崖仏。花崗岩の絶壁に蓮華座上に坐し、右手を挙げ、左手を膝上に置く形の菩薩像を線刻する。虚空蔵菩薩と称されているが、如意輪観音または弥勒菩薩とする説もある。制作年代についても比較する作例に乏しいことから定かでなく、奈良時代末期、平安時代前期、平安時代後期等の諸説がある[1]。
- 胎内くぐり
- ゆるぎ石 - 笠置山の戦いにおいて当寺に攻め寄せる幕府軍に対して投げ落としていた岩の残りであるという。
- 大師堂
- 後醍醐天皇行在所跡 - 元弘の乱の際に後醍醐天皇が行在所とした場所。
- 椿本護王宮 - 鎮守社。
- 春日明神社 - 2016年（平成28年）5月23日、奈良市の御蓋山山頂にある春日大社摂社本宮神社（ほんぐうじんじゃ）の社殿が、当寺鎮守の椿本護王宮の隣に移築され春日明神社として再興された[2]。鎌倉時代に貞慶により勧請された春日明神社であるが、笠置山の戦いで焼失の後今日まで再興されておらず、685年ぶりの再興となった[2]。
- 収蔵庫
- 鐘楼 - 吊るされている梵鐘は解脱鐘（重要文化財）と呼ばれ建久7年（1196年）の作。銘文から、大和尚南無阿弥陀仏（俊乗房重源）が笠置寺の般若台（『大般若経』を安置する六角堂）の鐘として寄進したことがわかる。最下部に6つの切り込みを入れて六葉形にするのは中国鐘に見られる形式で、日本の梵鐘には珍しいものである。また、銘文を鐘の側面でなく下面に刻むのも珍しい。重源と貞慶という鎌倉時代仏教界の高僧2人の交流を証するものとして史料的にも貴重である。
- 毘沙門堂 - 2004年（平成16年）再建。前身は塔頭の多聞院である。本尊の毘沙門天像は楠木正成の念持仏とされ、かつては信貴山朝護孫子寺の毘沙門天と並ぶほどのものであったとされる。
- 稲荷社
- 本坊 - 庫裏。
- 山門

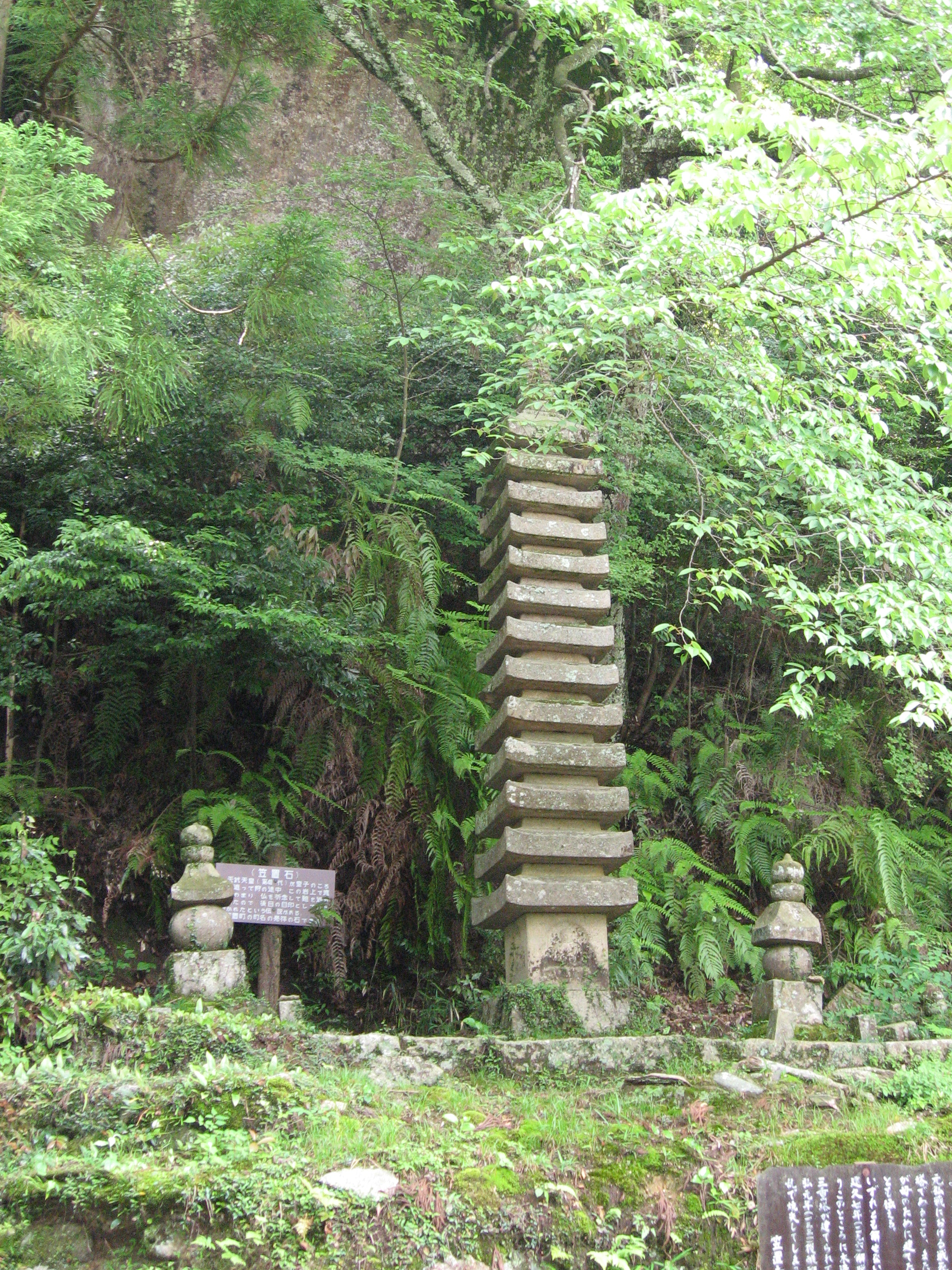
石造十三重塔
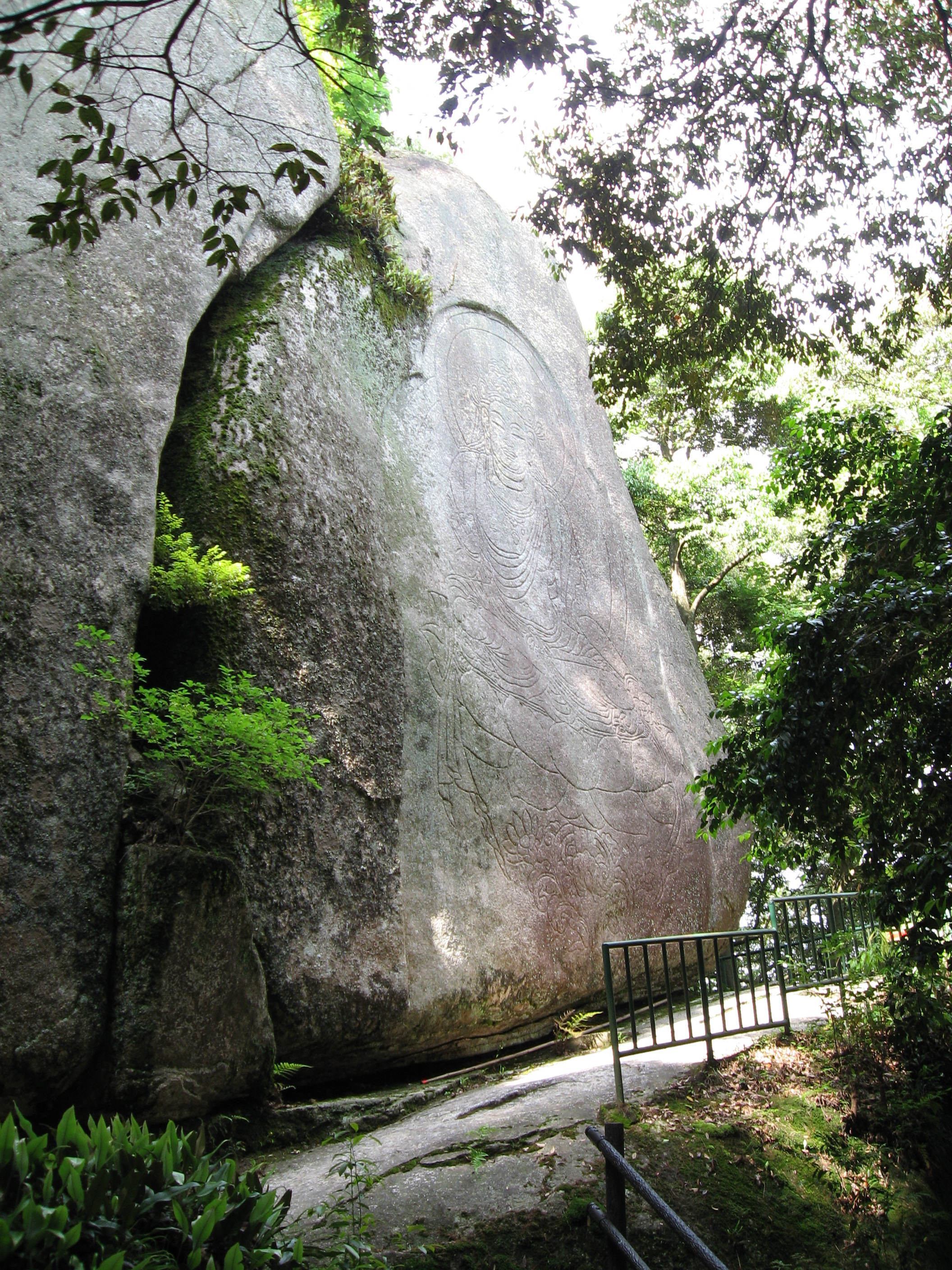
虚空蔵菩薩磨崖仏。巨石に光背が穿たれ虚空蔵菩薩像が線刻されている。
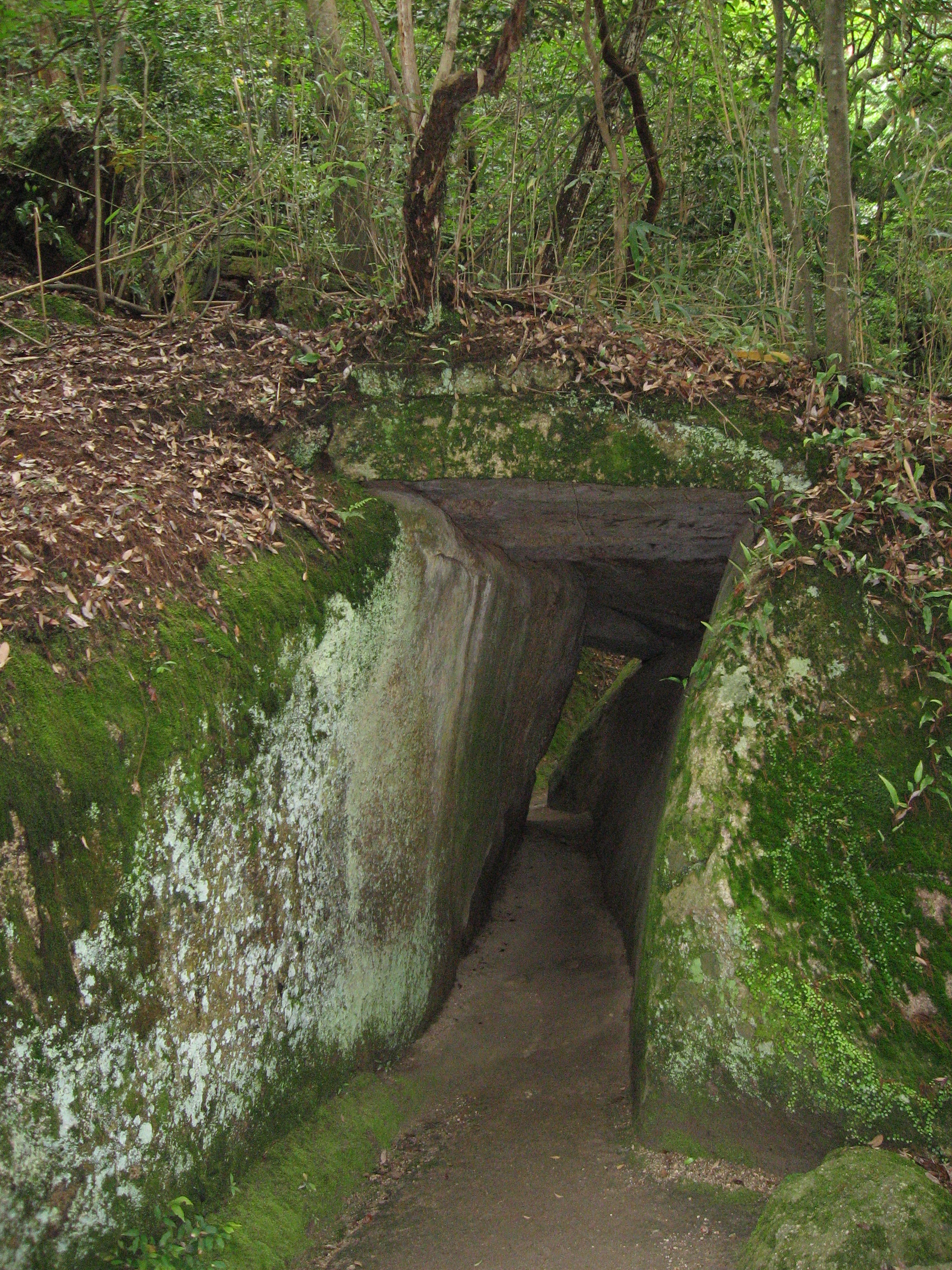
胎内くぐり
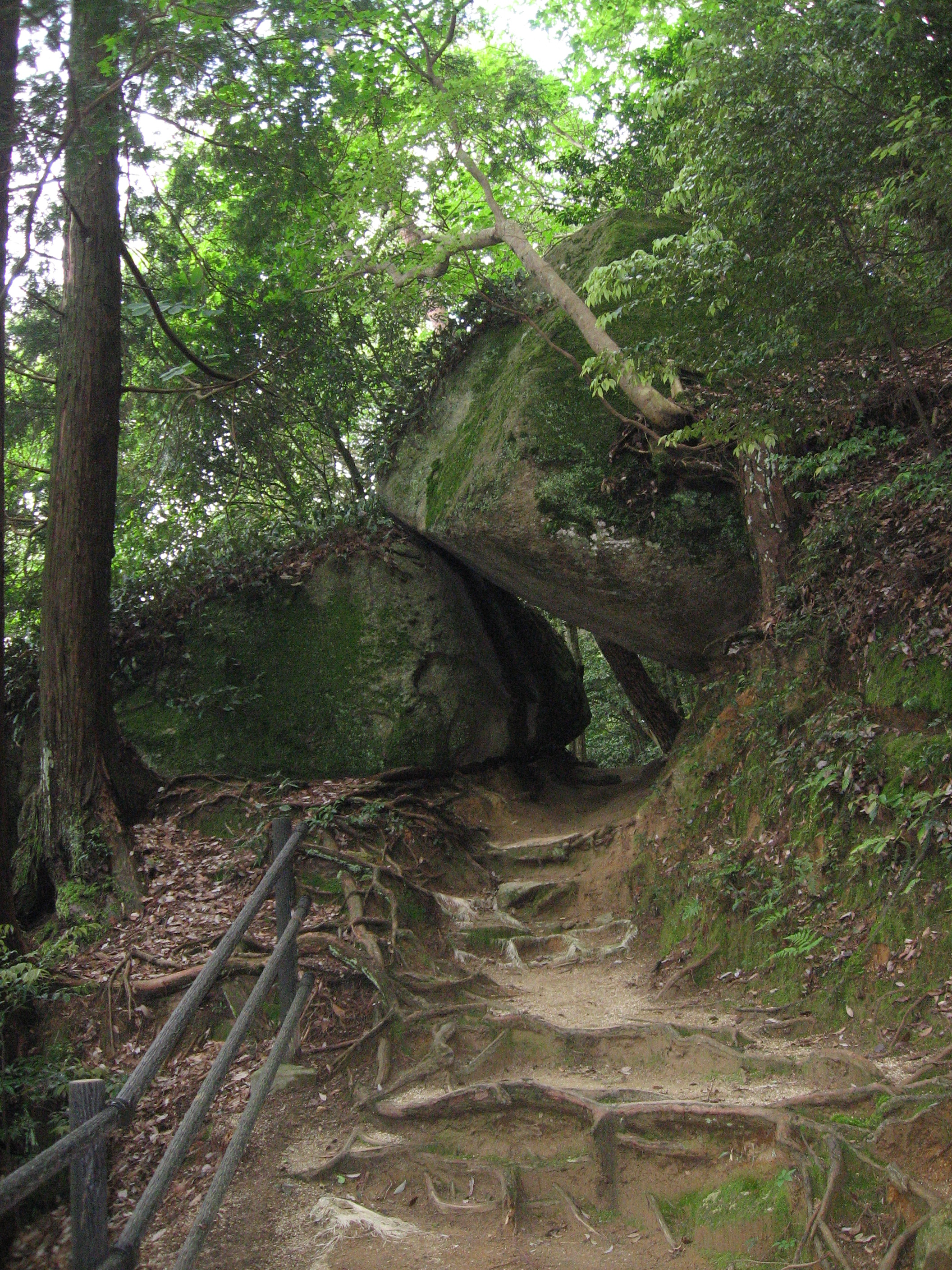
太鼓石
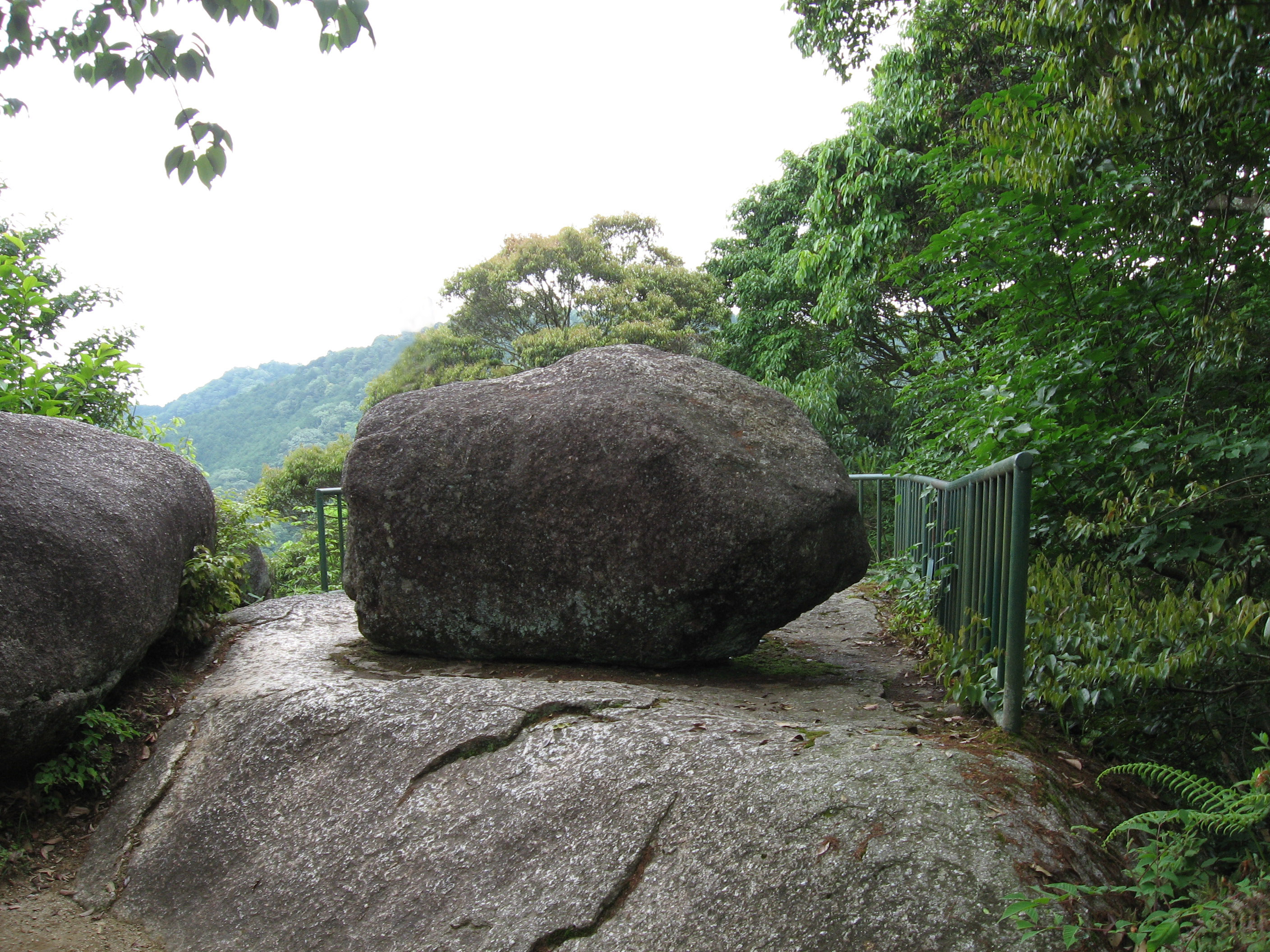
ゆるぎ石

## 文化財

### 重要文化財
- 石造十三重塔
- 梵鐘
- 地蔵講式・弥勒講式 - 貞慶筆。

### 史跡・名勝
- 笠置山

### 京都府指定有形文化財
- 笠置寺再興勧進状 1巻 - 古文書。1991年（平成3年）4月19日指定[3]。
- 紙本著色笠置寺縁起 3巻 - 絵画。2016年（平成28年）3月18日指定[3]。

## 交通
当寺は標高289メートルの笠置山頂にあるため、参拝はハイキングコースによる徒歩か山麓から山門付近まで伸びる車道を利用する。車道は狭隘で所々に退避ポイントがあるものの離合困難な道路となっており通行には注意が必要である。
- JR関西本線笠置駅からハイキングコースで徒歩約40分。